# Marc Licini Cras Agelast
Marc Licini Cras Agelast (en llatí: Marcus Licinius Crassus Agelastus) va ser un magistrat romà del segle ii aC. Era fill de Publi Licini Cras, cònsol el 171 aC, i va ser el pare de Publi Licini Cras, cònsol el 97 aC, al seu torn pare de Cras el triumvir. Pertanyia a la família dels Licini Cras, una branca de la gens Licínia, d'origen plebeu.
Sembla que va ser pretor cap al 127 aC.
Agelast (del grec ἀγέλαστος) significa 'que no sap riure', i segons Plini el Vell i Ciceró rebia aquest sobrenom perquè no l'havien vist mai riure. El poeta Lucili informa que va riure almenys una vegada a la seva vida.